# Lhok Dalam (Alafan)
Lhok Dalam is een bestuurslaag in het regentschap Simeulue van de provincie Atjeh, Indonesië. Lhok Dalam telt 331 inwoners (volkstelling 2010).